# Station Nunthorpe
Nunthorpe is een spoorwegstation van National Rail in Nunthorpe, Middlesbrough in Engeland. Het station is eigendom van Network Rail en wordt beheerd door Northern Rail. 